# ساحل زمرد، میسوری
ساحل زمرد (به انگلیسی: Emerald Beach) یک منطقهٔ مسکونی در ایالات متحده آمریکا است که در شهرستان بری، میزوری واقع شده‌است.
 ساحل زمرد ۱٫۸۶ کیلومتر مربع مساحت و ۲۲۸ نفر جمعیت دارد و ۲۹۹ متر بالاتر از سطح دریا واقع شده‌است.